# 朝見山峻一郎
朝見山 峻一郎（あさみやま しゅんいちろう、1923年9月1日 - 2001年12月）は、現在の愛媛県西予市出身で高砂部屋に所属した元大相撲力士。本名は水野 元幸。180cm、86kg。最高位は東十両13枚目。得意技は右四つ、寄り。

## 経歴
1940年5月場所初土俵、1946年11月場所十両昇進。以後3場所務める。1949年1月場所限りで廃業した。

## 主な成績
- 通算成績：154勝162敗13休 勝率.487
- 十両成績：16勝25敗 勝率.390
- 現役在位：34場所
- 十両在位：3場所

### 場所別成績
| 1940年 （昭和15年） | x                       | x              | （前相撲）             | x                  |
| 1941年 （昭和16年） | （前相撲）              | x              | 東序ノ口22枚目 3–5     | x                  |
| 1942年 （昭和17年） | 東序二段84枚目 4–4      | x              | 東序二段47枚目 4–4     | x                  |
| 1943年 （昭和18年） | 西序二段26枚目 6–2      | x              | 東三段目40枚目 6–2     | x                  |
| 1944年 （昭和19年） | 西三段目3枚目 4–4       | x              | 東三段目2枚目 3–2      | 東幕下31枚目 0–0–5 |
| 1945年 （昭和20年） | x                       | x              | 東幕下28枚目 4–1       | 西幕下8枚目 4–1    |
| 1946年 （昭和21年） | x                       | x              | x                      | 東十両13枚目 6–7   |
| 1947年 （昭和22年） | x                       | x              | 西幕下筆頭 2–3         | 東幕下5枚目 3–3    |
| 1948年 （昭和23年） | x                       | x              | 西幕下4枚目 3–3        | 東幕下3枚目 4–2    |
| 1949年 （昭和24年） | 西十両14枚目 4–9        | x              | 東幕下3枚目 8–7        | 西十両15枚目 6–9   |
| 1950年 （昭和25年） | 東幕下2枚目 6–9         | x              | 西幕下5枚目 6–9        | 東幕下10枚目 8–7   |
| 1951年 （昭和26年） | 東幕下7枚目 9–6         | x              | 東幕下4枚目 6–9        | 東幕下7枚目 7–8    |
| 1952年 （昭和27年） | 西幕下10枚目 7–8        | x              | 西幕下11枚目 8–7       | 東幕下5枚目 8–7    |
| 1953年 （昭和28年） | 東幕下3枚目 8–7         | 東幕下筆頭 3–5 | 東幕下4枚目 休場 0–0–8 | 東幕下14枚目 2–6   |
| 1954年 （昭和29年） | 西幕下23枚目 引退 2–6–0 | x              | x                      | x                  |
| 各欄の数字は、「勝ち-負け-休場」を示す。 優勝 引退 休場 十両 幕下 三賞：敢=敢闘賞、殊=殊勲賞、技=技能賞 その他：★=金星 番付階級：幕内 - 十両 - 幕下 - 三段目 - 序二段 - 序ノ口 幕内序列：横綱 - 大関 - 関脇 - 小結 - 前頭（「#数字」は各位内の序列） |                         |                |                        |                    |

## 改名歴
- 朝日嶽（あさひだけ）1940年5月場所 - 1942年5月場所
- 朝見山 峻一郎（あさみやま しゅんいちろう）1943年1月場所 - 1948年10月場所
- 朝見山 元幸（あさみやま もとゆき）1949年1月場所 - 1950年1月場所
- 朝登（あさのぼり）1950年5月場所
- 朝見山（あさみやま）1950年9月場所 - 1954年1月場所